# Volkswagen Passat CC
El Volkswagen Passat CC (llamado Volkswagen CC desde principios de 2012) es un automóvil de turismo con carrocería coupé del segmento D que fue producido por el fabricante alemán Volkswagen desde mediados del año 2008 hasta el 2016. Como indica su nombre, el Passat CC toma la plataforma del Volkswagen Passat de sexta generación (B6) pero posee un diseño distinto. Es 31 mm más largo, 36 mm más ancho y 50 mm más bajo que el Passat B6 tradicional y se fabricó en Emden, Alemania. 
La abreviación CC significa Comfort-Coupé. En algunos países (como por ejemplo Estados Unidos y Sudáfrica) el modelo se comercializó como Volkswagen CC desde el comienzo. Esta denominación también se utilizó en Alemania a partir del rediseño de febrero de 2012. En China el vehículo se llama Magotan CC.
El automóvil se presentó oficialmente en el Salón del Automóvil de Detroit de 2008 y en mayo del mismo año llegó al mercado europeo, a Estados Unidos medio año después. Cubre un hueco entre el Passat y el Volkswagen Phaeton, que pertenecen a los segmentos D y F.
En el año 2018 se presentó la segunda generación del CC para el mercado chino en el Auto China, que en el resto del mundo se le conoce como Volkswagen Arteon.

## Características
El Passat CC tiene cuatro o cinco plazas, motor delantero transversal y tracción delantera o a las cuatro ruedas (4Motion). Su carrocería sedán de cuatro puertas tiene una silueta fastback, semejante a la del Mercedes-Benz Clase CLS y el Aston Martin Rapide. Las siglas CC significan Comfort Coupé.
La plataforma corresponde, con pocas excepciones, a la del Passat sedán. De esta el CC se diferencia por un techo más plano (-50 mm), aunque es 36 mm más ancho y tiene enfrente 11 mm más de largo, así como 16 mm más de largo atrás. El espacio del maletero es excepcionalmente grande para un coupé con 532 litros, permitiendo además abatir los asientos traseros para incrementarlo aún más. Con sus puertas sin marco y su caída suave en el pilar C el vehículo se considera un Passat "más refinado".

## Novedades
El nivel de seguridad es similar al del Passat sedán con algunas ligeras novedades o incrementos adicionales en los sistemas electrónicos de seguridad activa y pasiva.
Estuvieron disponibles algunas novedades adicionales, la mayoría de las cuales también fueron adoptadas por las demás variantes del Passat. Entre ellas se cuenta entre otras cosas con sistema automático de mantenimiento de distancia, que se ajusta automáticamente la separación con el vehículo de enfrente en velocidades de 30 hasta 210 km/h, el Park Asssist que ayuda a rectificar la ayuda de estacionamiento así como la premier mundial de la tecnología Lane Assist en Volkswagen, que interviene en la dirección para el mantenimiento de carril apoyándose en una cámara para registrar los señalamientos de tránsito y corrige automáticamente antes de cruzar una línea de delimitación de carril. Esta cámara registra continuamente situaciones de tráfico cuando se conduce de noche y controla las luces xenón de movimiento variable del sistema Dynamic Light Assist (DLA). Una cámara de reversa, un sistema de navegación con disco duro, un teléfono móvil con acceso a la tarjeta SIM y un enchufe multimedia también están disponibles.
El llamado Dynamic Chassis Control es una novedad, amortiguadores adaptables que por medio de un preselector se pueden colocar en modos Normal, Sport o Comfort. Adicionalmente los amortiguadores se adaptan automáticamente a las características de la superficie de rodaje durante el viaje dentro del mapa en el modo activo. Así también se adapta la respuesta de la aceleración de la dirección dependiendo del modo seleccionado.
|                        |
| Vista de la forma cupé |

|                                             |
| Tablero e interior del Volkswagen Passat CC |

|                                                    |
| Passat CC con paquete de equipo R-Line (2008–2012) |

|               |
| Vista trasera |

## Rediseño
En febrero de 2012 se rediseñó el Passat CC. Así se abandonó la denominación Passat, de manera que el vehículo se llamó a partir de entonces únicamente CC.
La forma se adaptó a la del Volkswagen Passat B7, que se reconoce por una parrilla modificada, faros diferentes así como luces trasera diferentes.
Al principio no hubo novedades tecnológicas, pero en otoño de 2012 se sustituyó el motor 1.8 TSI por uno de igual potencia de 1.4 litros, y la potencia del 2.0 TDI subió de 125 kW (170 PS) a 130 kW (177 PS). La producción cesó en noviembre de 2016. En 2017 llegó un sucesor coupé formal bajo el nombre de Volkswagen Arteon.
|                   |
| VW CC (2012–2016) |

|                 |
| Vista posterior |

## Especificaciones técnicas
La gama de motores se compone de tres motores gasolina y un diésel: un 1.8 litros turboalimentado de 160 CV, un 2.0 litros turboalimentado de 211CV; un 3.6 V6 litros atmosférico de 305CV, y un 2.0 litros con turbocompresor de geometría variable y 170 CV, este último cumple con la normativa Euro6. El 3.6 litros es un seis cilindros en V de ángulo estrecho (VR6), actualmente solo disponible fuera de Europa, mientras que el resto son cuatro cilindros en línea. Todos ellos llevan inyección directa; en el caso del diésel tiene alimentación por common-rail. La caja de cambios puede ser manual de seis marchas o automática DSG (Direct Shift Gearbox de doble embrague) con seis relaciones.
A continuación las especificaciones técnicas del automóvil.

### Motores
- 1.8 L TSI I4
- 2.0 L TSI I4
- 2.0 L TDII4
- 3.6 L VR6[5][7]

### Caja de cambios
- 6 velocidades manual
- 7 velocidades DSG
- 7 velocidades triptronic

### Suspensión
- Delantera: Eje de brazo telescópico McPerson con brazos transversales triangulares inferiores
- Trasera: Eje multibrazo, conjunto muelle-amortiguador independiente. Barras estabilizadoras delante y detrás

### Frenos
- Frenos delanteros (tipo y diámetro de disco): Discos ventilados de 345 mm
- Frenos traseros (tipo y diámetro de disco): Discos de 310 mm

### Dimensiones
- Longitud (mm): 4800
- Anchura (mm): 1855
- Altura (mm): 1417
- Distancia entre ejes (mm): 2711
- Capacidad del maletero: 532 dm³
- Capacidad del depósito de combustible: 70 litros

### Pesos
- Peso en vacío (Kg): 1436-1627

### Prestaciones y Consumo
- Velocidad máxima: 250 km/h (autolimitada)
- Aceleración 0-100 km/h: 5,6 segundos
- Combustible: Gasolina 98 octanos

### Otros
- Ayudas Electrónicas (de serie): ABS, EBD, AFU, ASR, ESP y detector de cansancio
- Llantas: 17" | 18" | 19" | 20" (VR6)
- Neumáticos: 235/45 R17 5x112 | 205/50 R17 5x112 | 235/40 R18 5x112 | 235/35 R19 5x112 | 235/30 R20 5x112
- Dirección: Electromecánica
- Diámetro de giro: 11,4 Metros

## Motorsport

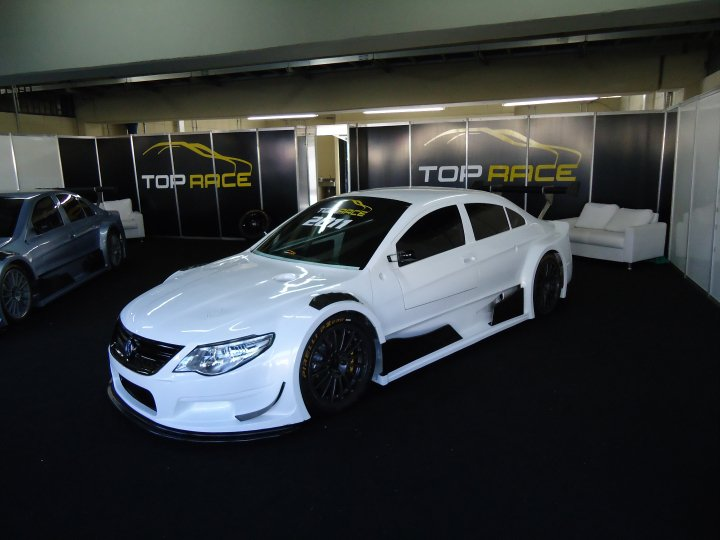
Volkswagen Passat CC para la categoría Top Race V6 de Argentina

En el ámbito del motorsport, en Argentina, el Volkswagen Passat es tomado como molde para la fabricación de carrozados artesanales para automóviles de competición, los cuales son utilizados en la categoría Top Race. Sin embargo, a pesar de que el interés de esta última fue el de renovar el diseño del coche, la carrocería del Passat VI no fue tenida en cuenta para una eventual sucesión. En el año 2010, Top Race decide iniciar una serie de reformas a sus carrozados y también decide renovar al modelo de Volkswagen. La aparición en el año 2008 del Passat CC facilitó la iniciativa, inclinándose la categoría por este coche para elegirlo como sucesor del Passat V. El 25 de julio de 2010, un Volkswagen Passat CC y un Mercedes-Benz Clase C, fueron presentados como prototipos iniciales de lo que sería el nuevo parque automotor 2011 del Top Race V6.